# Ophiomitra integra
Ophiomitra integra är en ormstjärneart som beskrevs av Jean Baptiste François René Koehler 1897. Ophiomitra integra ingår i släktet Ophiomitra och familjen knotterormstjärnor. Inga underarter finns listade i Catalogue of Life.